# Río Guenguel
Río Guenguel är ett vattendrag  i Argentina. Det är beläget i provinsen Chubut i den södra delen av landet, 1 600 km sydväst om huvudstaden Buenos Aires.
Omgivningen kring Río Guenguel är i huvudsak ett öppet busklandskap, som nästan är obefolkad, med mindre än två invånare per kvadratkilometer.